# Les Deux Frères (série télévisée)
Pour les articles homonymes, voir Les Deux Frères.
Les Deux Frères est un feuilleton télévisé de Roger Kahane, écrit par Daniel Goldenberg et diffusé en 1989.

## Synopsis
Deux frères nés en Algérie ont été séparés à la mort de leurs parents. À l’âge de 30 ans, ils se retrouvent mais l’un a été élevé dans le respect de la tradition juive, et l’autre par une famille catholique.